# Adenophora sajanensis
Adenophora sajanensis är en klockväxtart som beskrevs av Stepanov. Adenophora sajanensis ingår i släktet kragklockor, och familjen klockväxter. Inga underarter finns listade i Catalogue of Life.